# Iglesia de San Bartolomé (Atienza)
La iglesia de San Bartolomé es un templo católico de estilo románico situado en la localidad española de Atienza (Guadalajara).

## Descripción
Originalmente, la planta era de una sola nave, aunque posteriormente se añadió otra más. Es de destacar el atrio con siete arcos de medio punto, uno de ellos usado como entrada a la iglesia, con columnas talladas en el siglo XVI. En el interior del atrio, se encuentra la puerta con arquivoltas de estilo mudéjar. Dentro del templo, hay un retablo barroco.

## Historia
La iglesia primitiva data de la primera mitad del siglo XIII. En el siglo XVI se hicieron reformas en el templo, donde se añadió la nueva nave y la sacristía del Cristo de Atienza. El retablo del interior fue construido entre 1703 y 1708 por Diego de Madrigal.